# عصوية ذهبية فورموزية
عصوية ذهبية فورموزية (الاسم العلمي: Chryseobacterium formosense) هي نوع من البكتيريا، سلبية الغرام، تتبع جنس عصوية ذهبية.